# Гренгмарк, Челль
Челль Ива́н Ко́нрад Гре́нгмарк (швед. Kjell Ivan Konrad Grengmark; 25 января 1935 — 6 марта 2022, Карлстад) — шведский кёрлингист.
В составе мужской сборной Швеции по кёрлингу участник двух чемпионатов мира (лучший результат — четвёртое место в 1968). Двукратный чемпион Швеции среди мужчин, четырёхкратный чемпион Швеции среди ветеранов.
Играл в основном на позиции третьего, несколько сезонов был скипом команды.
В 1972 введён в Зал славы шведского кёрлинга (швед. Stora Curlare).

## Достижения
- Чемпионат Швеции по кёрлингу среди мужчин: золото (1968, 1971).
- Чемпионат Швеции по кёрлингу среди ветеранов: золото (1980, 1988, 1990, 1992)[6].

## Команды
| Сезон   | Четвёртый          | Третий          | Второй         | Первый              | Запасной        | Турниры                      |
| ------- | ------------------ | --------------- | -------------- | ------------------- | --------------- | ---------------------------- |
| 1967—68 | Рой Берглоф        | Челль Гренгмарк | Свен Карлссон  | Стиг Хоканссон      |                 | ЧШМ 1968 · ЧМ 1968 (4 место) |
| 1970—71 | Рой Берглоф        | Челль Гренгмарк | Эрик Берглоф   | Ларс-Эрик Хоканссон |                 | ЧШМ 1971 · ЧМ 1971 (5 место) |
| 1979—80 | Rune Forsberg      | Челль Гренгмарк | Рой Берглоф    | Uno Jansson         |                 | ЧШВ 1980                     |
| 1987—88 | Lennart Hemmingson | Стиг Хоканссон  | Sven Gustafson | Рой Берглоф         | Челль Гренгмарк | ЧШВ 1988                     |
| 1989—90 | Lennart Hemmingson | Рой Берглоф     | Стиг Хоканссон | Челль Гренгмарк     |                 | ЧШВ 1990                     |
| 1991—92 | Рой Берглоф        | Челль Гренгмарк | Стиг Хоканссон | Sven Gustavsson     |                 | ЧШВ 1992                     |

(скипы выделены полужирным шрифтом)